# Christoph Hartmann Schacher
Christoph Hartmann Schacher (* 3. September 1633 in Leipzig; † 29. August 1690 ebenda) war ein deutscher Jurist.

## Leben
Schacher war der Sohn des Rechtswissenschaftlers Quirinus Schacher; sein Bruder war Friedrich Quirin Schacher.
Er immatrikulierte sich an der Universität Leipzig und begann ein Studium der Rechtswissenschaften, das er an der Universität Jena und der Universität Altdorf fortsetzte. Nach Beendigung seines Studiums unternahm er eine Studienreise durch Mitteldeutschland und promovierte 1663 zum Dr. jur. utr.
1664 wurde er Advokatus ordinarius, 1666 Fakultätsadjunkt, 1668 Assessor der Leipziger Juristenfakultät und 1670 Oberhofgerichts- und Konsistorialadvokat. 1683 erfolgte seine Wahl zum Ratsherrn und im darauffolgenden Jahr wurde er 1684 Stadtrichter in Leipzig.
Schacher war seit dem 1. Juli 1658 verheiratet mit Catharina (* 28. August 1635; † 30. Dezember 1711), Tochter des Leipziger Ratsbaumeisters Quirinus Schacher (1592–1667). Von ihren Kindern sind namentlich bekannt:
- Quirinus Hartmann Schacher (* 21. November 1659 in Leipzig; † 23. Januar 1719 ebenda),[4] deutscher Rechtsgelehrter und Bürgermeister in Leipzig[5];
- Christian Sigmund Schacher (* 26. Mai 1665 in Leipzig; † 24. November 1699 ebenda), Rechtsgelehrter;
- Johann Christoph Schacher (* 3. März 1667 in Leipzig; † 29. März 1720 ebenda),[6] Rechtswissenschaftler;
- Polycarp Gottlieb Schacher (* 6. Januar 1674 in Leipzig; † 4. März 1737 ebenda),[7] Chirurg und Hochschullehrer;
- Catharina Elisabeth Schacher († 1747), verheiratet mit dem Mediziner Johann Christian Schamberg, dessen Vater Caspar Schamberger sich von 1649 bis 1651 als Mediziner in Japan aufgehalten hatte.

## Publikationen (Auswahl)
- Defensor Judicialis. Colerus, Leipzig 1662 (Habilitationsschrift, books.google.de).
- mit Tobias Heidenreich: De legitima parentum. Literis Colerianis, Leipzig 1664.

Als Herausgeber
- Quirin Schacher: Quirini Schacheri Collegium practicum iuxta titt. pandect. iur. civ.: continua serie connexos, conceptum, usitatissimis actionum et exceptionum formulis instructum. Leipzig 1678 (books.google.de).
- Quirin Schacher: Qvirini Schacheri jcti, Sereniss. Elect. Sax. ab Appell. Consil. Consist. Leipzig 1685 (books.google.de).